# Moustier (Hainaut)
Pour les articles homonymes, voir Moustier.
Moustier (en picard Moutiè) est une section de la commune belge de Frasnes-lez-Anvaing située en Région wallonne dans la province de Hainaut. C'était une commune à part entière avant la fusion des communes de 1977.

## Toponymie

### Origine du nom
Durant les XIIe siècle et XIIIe siècle, diverses appellations semblent retenues:
- Mosnasterio[1] (1105-1113).
- Mosterio[2] (en 1122)
- Monasterio[3] (entre 1114 et 1123)
- Monasteriis[4] (en 1239)
- Mostier en Braibant[5] (en 1243)

C'est en 1260 que, dans une énumération des terres appartenant à l'Abbaye Saint-Martin de Tournai, est mentionné le nom du village sous son aspect quasi définitif: "Moustiers".
L'étymologie de Moustier est connue: elle signifie "sanctuaire", "cloître", "couvent", "monastère" ou encore "ermitage"("monasterium", en latin). Au Moyen Âge, ce terme désigne aussi une simple église. Le mot "Monasterium" est probablement devenu "Monsterium", puis "Mosterium". C'est à la suite de diverses transformations que le terme s'est introduit dans la langue romane sous la forme "Mostier", "Monstier" et "Moustier".

## Géographie

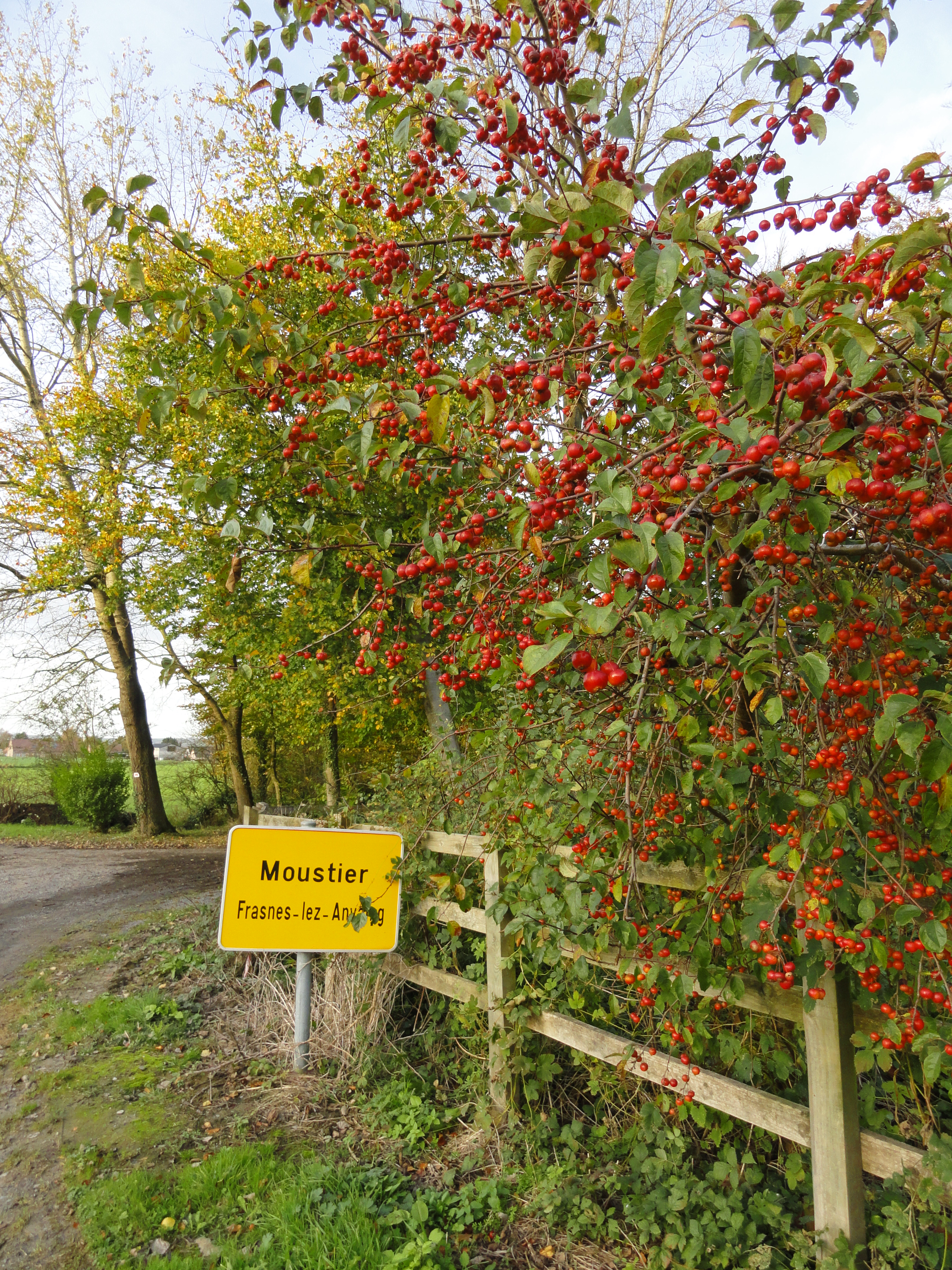
Voie d'entrée, au sud-est du village, près du bois du Carmois.

### Localisation
Bordé au nord par Frasnes-lez-Buissenal, à l'est par Houtaing et Buissenal, au sud par Grandmetz, à l'ouest par Hacquegnies, Moustier s'étend sur une superficie totale de 945 hectares et 155 ares, au sud-ouest de la région des collines dans un hémicycle formé par les Monts de Frasnes, Mainvault et Buissenal.
Le village est situé au point d'intersection de deux antiques voies romaines.

### Géologie

#### Sol et relief
Le sol est de type argilo-limoneux. Le relief est relativement vallonné.

#### Voies de communication

##### Réseau routier
Moustier se situe en bordure de l'autoroute E429 (A8), qui sépare le village du bourg voisin de Frasnes-lez-Buissenal.

##### Transports en commun
La ligne ferroviaire 86 - aujourd'hui désaffectée - reliant l'ancienne gare de Frasnes à la gare de Leuze longe le village par l'ouest. Cette voie, mise en exploitation le 1er septembre 1861, sera bientôt totalement déferrée pour laisser place à un RAVeL.

### Urbanisme

#### Morphologie urbaine

##### Le village
Le village proprement dit comprend environ la moitié des habitations recensées dans l'entité.

##### Les hameaux associés
On distingue six hameaux :
- Coqueréaumont
- La Place
- Les Communes
- Le Hameau d'Ailly
- Foresteau
- Le Breucq

## Démographie
Afin de répartir les impôts entre les diverses localités du Hainaut, et pour que les habitants d'une même commune soient astreints à une cotisation équitable, un dénombrement des "feux" (foyers) était régulièrement effectué et ce, dès la fin du Moyen Âge.
Plusieurs dénombrements de la population de Moustier se trouvant aux archives de Mons ont été détruits lors d'un incendie en 1940. Ces données sont définitivement perdues.
L'essor démographique a été particulièrement important entre 1760 et 1841: la population double entre ces deux dates pour atteindre 1 633 habitants en 1841.

### Évolution démographique

#### Avant 1600
- 1365: 83 foyers
- 1406: 54 foyers (pauvres non compris)
- 1424: 82 foyers
- 1444: 91 foyers
- 1469: 103 foyers
- 1531: 98 foyers
- 1539: 113 foyers, soit environ 605 habitants
- 1540: 119 foyers
- 1553: 122 foyers
- 1559: 86 foyers
- 1560: 92 foyers

#### À partir de 1600
| 1733 | 1735 | 1739 | 1758 | 1817           |
| ---- | ---- | ---- | ---- | -------------- |
| 690  | 720  | 729  | 816  | 1 366 ou 1 414 |

#### À partir de 1831
- Sources : INS, Rem. : 1831 jusqu'en 1970 = recensements, 1976 = nombre d'habitants au 31 décembre.

## Histoire

### Préhistoire et Antiquité
Sur 73 villages situés entre Ath et Antoing, 34 sites archéologiques sont recensés. De nombreuses découvertes ont été effectuées en 1928 par Alfred Rosier.
Au Ier siècle, on dénombre trois routes romaines:
- La chaussée, dite aussi Chaussée de Brunehaut (allant de Blicquy à Vive-Saint-Éloi) traversant le village de Moustier dans un sens nord/sud.
- La chaussée romaine passant par Blicquy, Ligne et Lahamaide.
- La chaussée de Tournai à Lahamaide, diverticule traversant le village d'est en ouest et croisant la Chaussée au lieu-dit Moulin de Foresteau.

### Moyen Âge
Vers 880 : les Normands envahissent et dévastent notamment les villages de Buissenal, Frasnes, Les communes d'Aillies et la Pierre à Wodecq.
1090 : la peste sévit dans le Tournaisis.
1105 : l'évêque de Cambrai confirme aux moines de l'abbaye Saint-Martin de Tournai la possession de la chapelle et des dîmes de Dameries.
1105 : acte d'"assainteurement" envers l'abbaye de Saint-Ghislain (qui possède une importante exploitation à Coqueréaumont: la cense de Wargies). Les seigneurs de Moustier sont, à cette époque, Rainier et Villers de Moustier.
1112 : l'évêque de Cambrai, Burchard, transmet à l'abbaye d'Anchin (qui possède à l'époque la ferme du Carmois) l'autel de Moustier.
1228 : Gauthier de la Val renonce à l'avouerie du Carmois.
1239 : Gui Ier de Laon, évêque de Cambrai, exhorte l'abbé d'Anchin de séparer les deux paroisses de Moustier et de Frasnes.
En février 1243, le chevalier Baudouin de la Hamaide (habitant Moustier) fait don de deux parts de dîmes à l'abbaye d'Anchin.
En 1250, le seigneur de Ligne, propriétaire et probablement seigneur de Moustier, ratifie la vente que fait Fastred de Dameries à l'abbaye Saint-Martin de Tournai.
Une charte-loi semble avoir été octroyée au village en 1274 par Jean Ier de Ligne.

### Pays-Bas bourguignons (1384-1482)
1387 : sentence de la cour des Mortemains du Hainaut: droit de meilleur cartel à l'abbaye de Saint-Ghislain (Mikiel de la Hamaide est alors seigneur de Moustier).
En 1424, la famille de Lalaing possède la seigneurie de Moustier.
En 1428, Marie de Lalaing épouse Jean de Croÿ qui devient seigneur de Moustier.
En février 1453, les rebelles flamands détruisent les récoltes dans le Hainaut.
En 1474 est fait mention de la possession à Moustier, par Jacques de Harchies, d'une gentilhommière que l'on dit "la Motte". La famille de Harchies habitera le fief et le château de la Motte durant plusieurs siècles pour devenir, plus tard, seigneurs de Moustier.

### Pays-Bas espagnols (1482-1713)
La confrérie N.D. de Moustier est déjà mentionnée en 1488.
Le 15 février 1498, une loi de chef-lieu (code pénal de l'époque) est promulguée par les abbés d'Anchin, pour la seigneurie du Carmoy.
En 1539, Charles Quint souhaite prélever une taxe de guerre auprès des États de Hainaut. À cette fin, un recensement est effectué à Moustier.
Arnould de Harchies devient seigneur de Moustier en 1566.
En 1571, la région est ravagée par la peste (8 000 morts à Tournai).
De nombreux pillages par les calvinistes d'Audenarde sont mentionnés en 1580.
En 1582, Thomas le Merchier devient bailli et mayeur de Moustier.
En 1644, Jacques de Pollehoye, époux de Marie du Bus, relève les fiefs dont les de Harchies étaient les détenteurs.
Le 3 juillet 1658 sont données des lettres de confirmation de noblesse pour Françoise de Hovyne, veuve de Jean Desmartins, seigneur de Foresteau (sur Moustier), grand prévôt de Tournai. Jean Desmartins est issu d'une famille qui figure depuis plus de 100 ans parmi les familles nobles du Tournaisis.

### Pays-Bas autrichiens (1713-1795)
Les premiers registres paroissiaux sont rédigés entre 1694 et 1723 par le curé de Moustier, Paul Haillez.
Durant la guerre de Succession d'Autriche, la région traverse une période trouble (dévastations...), particulièrement entre 1744 et 1748.
Le comte Philippe Emmanuel du Bus (seigneur de Moustier) meurt le 19 septembre 1750.
Le 14 mars 1751, Balthazar Joseph Martin, comte puis marquis du Bus, épouse Françoise Catherine du Sart de Bouland. Ce sont les derniers seigneurs de Moustier. Balthazar Joseph Martin du Bus meurt le 26 septembre 1753.
En 1758, un plan du village est établi par J.B. Lebeau. Ce plan servira lors du procès entre les gens de loy de Moustier et l'abbaye d'Anchin concernant la nécessité ou pas d'avoir un vicaire.
Lors du "procès des dîmes", en 1774, l'abbaye d'Anchin est déboutée par le Conseil souverain de Hainaut.

### Période française (1795-1815)
De 1792 à 1814, la région est intégrée à la France. En 1787, les fermes appartenant à l'abbaye d'Anchin (fermes du Carmois et de Dameries les Moines) sont vendues comme bien national.

## Culture et patrimoine

### Lieux et monuments

#### Patrimoine architectural

##### Le château de Moustier
C'est en 1672 qu'on trouve la première trace d'une demeure seigneuriale appelée "château". Vers 1900, des agrandissements sont entrepris par le baron Raoul du Sart.
En décembre 1940, le château (alors occupé par les troupes allemandes) est partiellement détruit lors d'un incendie. Le château sera réédifié après la guerre. Les quatre tours de l'ancien castel ne seront pas reconstruites.

##### L'église Saint-Martin

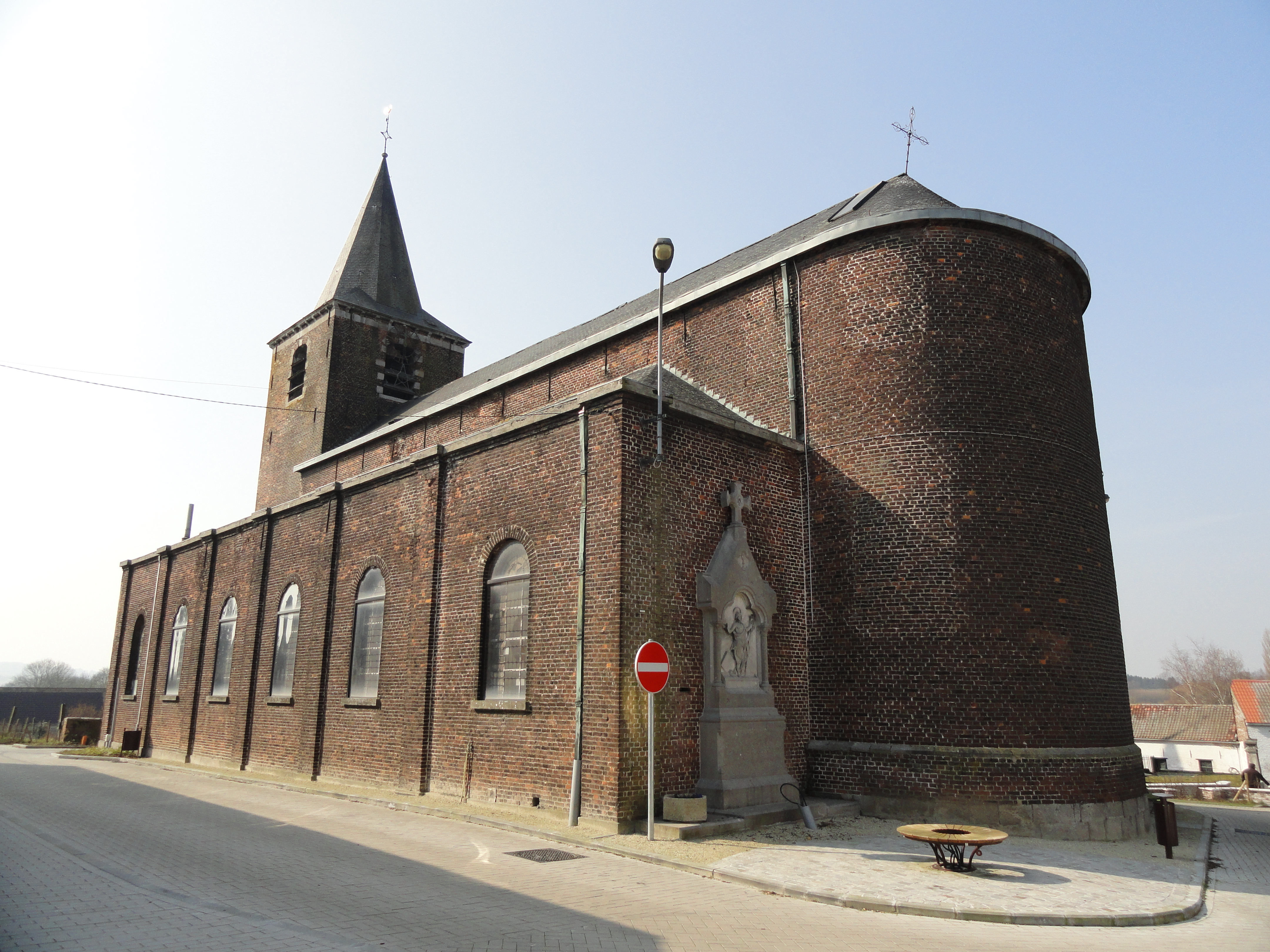
L'église Saint-Martin en mars 2015.

Au début du XVIIIe siècle, existait déjà une église à Moustier. Le 17 novembre 1838, un devis est rédigé pour la reconstruction complète de l'édifice, en très mauvais état. L'ancienne église est démolie et le sol nivelé.
Un nouvel édifice est construit en 1840. La nouvelle église est consacrée le 8 octobre 1855 par l'évêque de Tournai, Gaspard Labis.
Le clocher date toutefois du XVIIIe siècle. Au niveau du porche, plusieurs dalles funéraires en marbre blanc datent des XVIIe siècle et XVIIIe siècle. Les fonts baptismaux de section octogonale remontent au XVe siècle. Les confessionnaux datent du XVIIIe siècle. La chaire de vérité et l'autel sont du XIXe siècle.
On y trouve plusieurs peintures, dont un tableau d'Émile Motte représentant le Christ au tombeau (1886), et une lithographie d'Henri Villain représentant le chemin de croix.
Deux autels latéraux en marbre blanc constituent la principale curiosité du monument. Dédiés à la Vierge et à saint Martin, ils présentent des cryptogrammes non encore déchiffrés à ce jour.

##### La chapelle Notre Dame

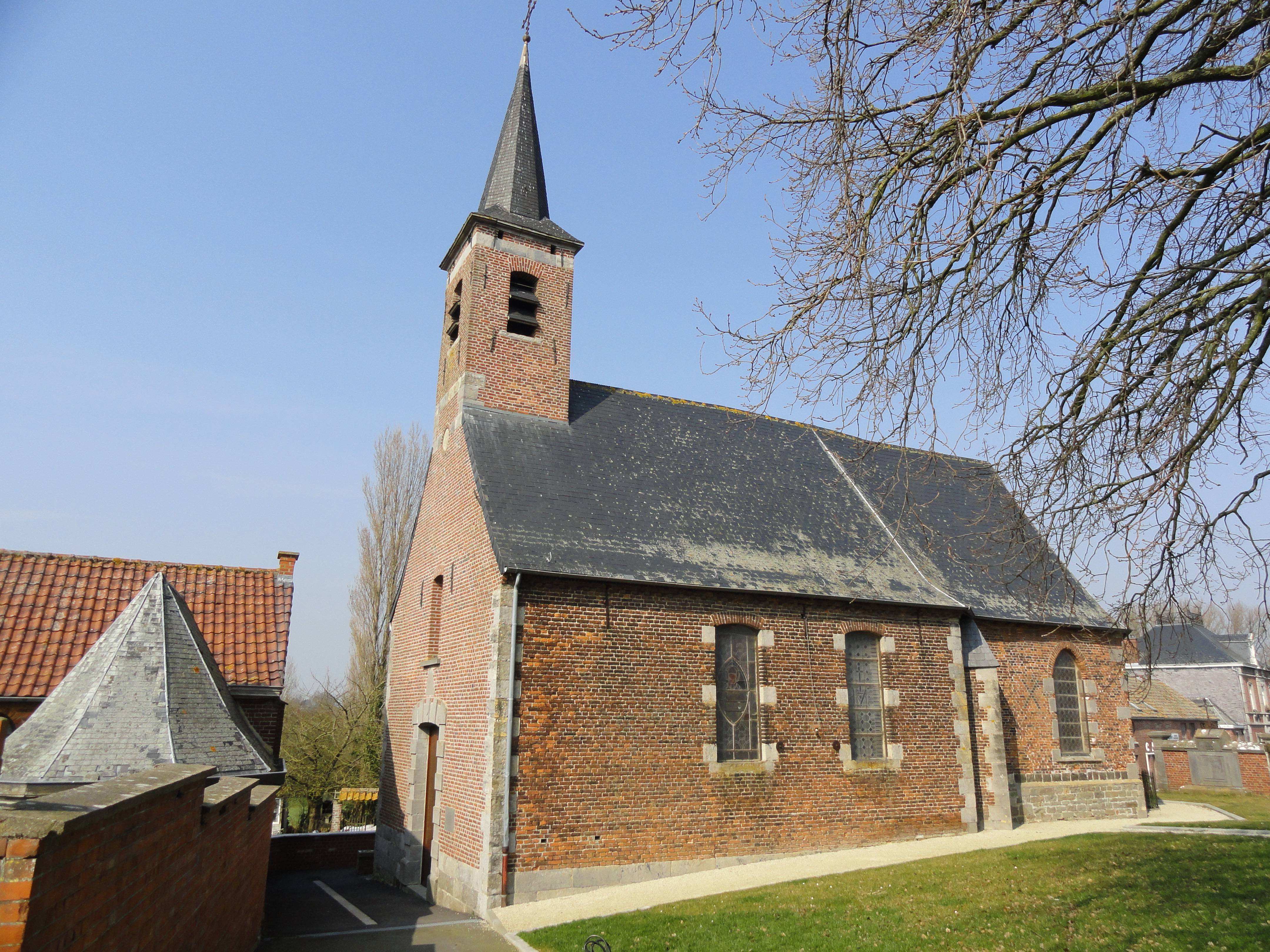
La chapelle Notre-Dame, en mars 2015.

Une notice fait remonter l'origine de sa fondation au début du XVIe siècle,. Elle pourrait toutefois remonter au XVe siècle.
La nef et le clocher datent de 1711. Puis transformée vers 1790.

### Sections, coutures et lieux-dits
Le cadastre divise Moustier en 4 sections (A, B, C, et D). Les délimitations séparant ces sections proviennent des anciennes voies romaines.
Les coutures (mot dérivé de "culture") sont des étendues de terres et de maisons. Elles désignent officiellement les subdivisions de sections. On en recense 27 dans l'entité.
La dénomination des lieux-dits provient du parler local. On recense également 27 lieux-dits (indépendamment des coutures).

## Enseignement
Au n°10 de la route de Grandmetz, se trouve l'école fondamentale communale de Moustier.

## Infrastructures

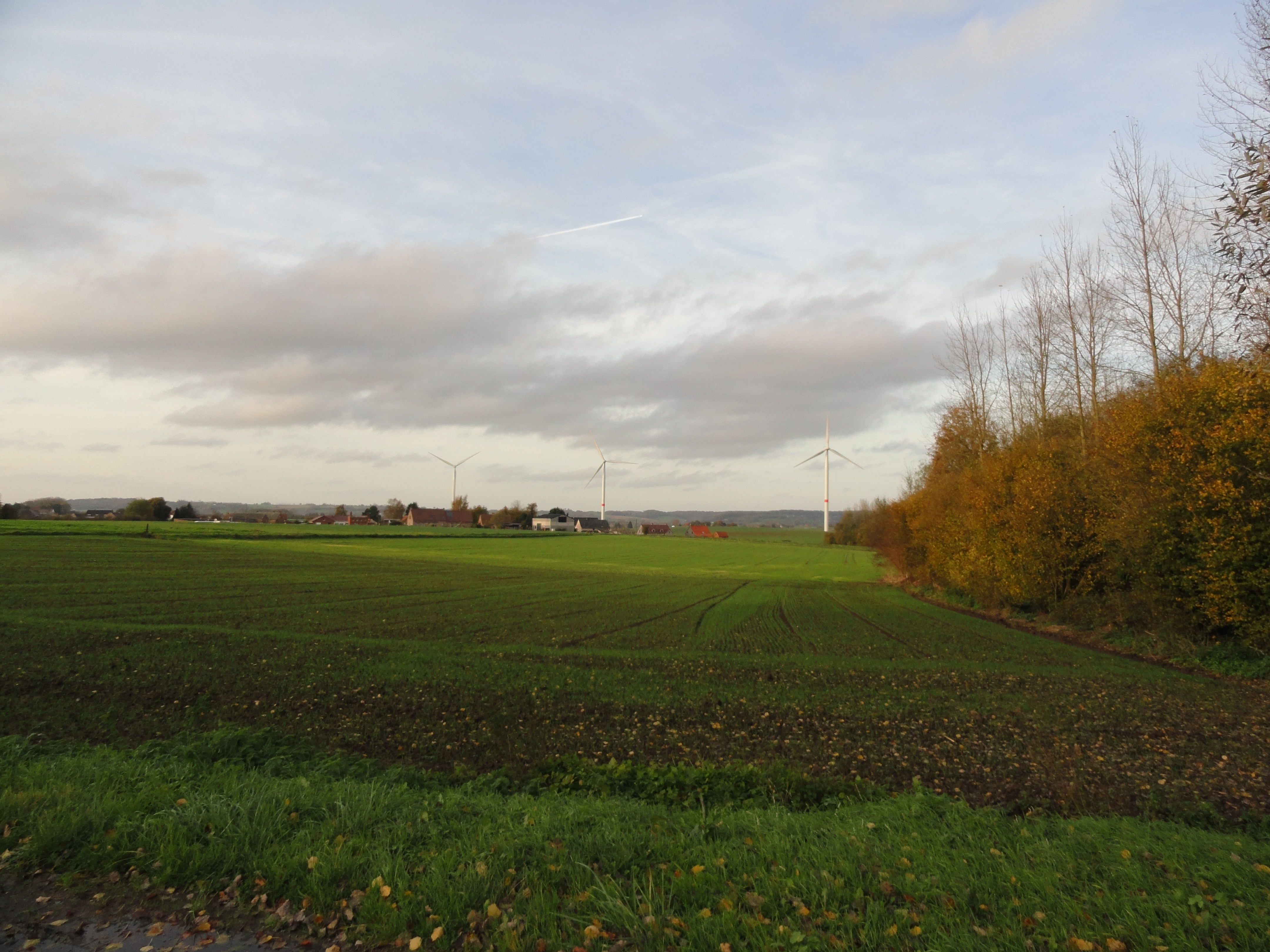
Vue sur le hameau « des Communes », avec les trois premières éoliennes.

Durant l'année 2012, trois éoliennes sont construites le long de l'autoroute A8, sur les terres dites des Grandes Communes, du rieu du Carmois et du rieu de la Drève. Propriété d'Electrabel (deux éoliennes) et de la société Ventis (une éolienne), elles sont du type REpower MM92, similaires à celles construites sur le site voisin de Leuze-en-Hainaut. La production prévue est d'environ 16 millions de kWh par an. Le site est inauguré en avril 2013. Une quatrième éolienne (appartenant à la société Ventis) est construite dans un deuxième temps. Elle est opérationnelle en août 2014.

## Vie associative
Le 21 novembre 1811 est fondée ce qui deviendra la Société royale philharmonique de Moustier, toujours en activité.

## Économie

### Industrie et commerce

#### Usines Rosier

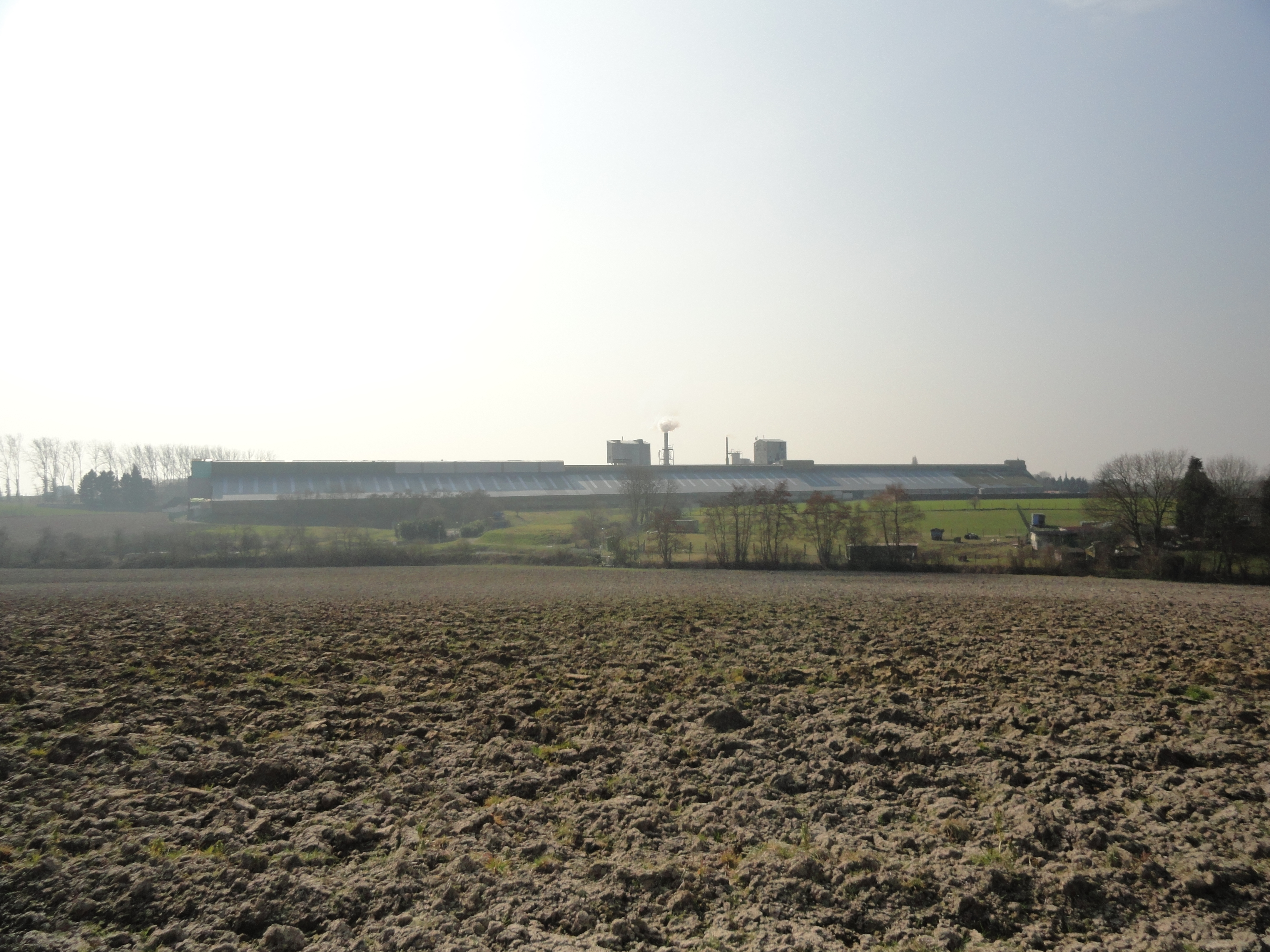
Le site de l'usine Rosier en 2015

En 1880, Alfred Rosier implante à Moustier un atelier de fabrication de superphosphate de chaux.
La société est introduite en bourse en 1986. Elle est majoritairement détenue par le groupe Total jusqu'en 2013, année où la société Borealis acquiert la majorité des actions de la société Rosier.

## Personnalités
- Alfred Rosier (1856-1929), industriel et homme politique